# Рівнопольський сільський округ
Рі́внопольський сільський округ (каз. Равнополь ауылдық округі, рос. Равнопольский сельский округ) — адміністративна одиниця у складі Успенського району Павлодарської області Казахстану. Адміністративний центр — село Константиновка.
Населення — 1901 особа (2021; 2050 у 2009, 3421 у 1999, 5992 у 1989).
Станом на 1989 рік існувала Рівнопольська сільська рада (села Константиновка, Рівнополь) та Таволжанська селищна рада (смт Таволжан). 2018 року до складу округу була включена територія ліквідованої Таволжанської сільської адміністрації.

## Склад
До складу округу входять такі населені пункти:
| Населений пункт      | Старі назви | Населення, осіб (1989) | Населення, осіб (1999) | Населення, осіб (2009) | Населення, осіб (2021) |
| -------------------- | ----------- | ---------------------- | ---------------------- | ---------------------- | ---------------------- |
| Константиновка, село | -           | 3576                   | 1880                   | 1097                   | 1105                   |
| Рівнополь, село      | -           | 1423                   | 826                    | 384                    | 368                    |
| Таволжан, село       | -           | 993                    | 715                    | 569                    | 428                    |